# ヨハンネス・プフェファーコルン
ヨハンネス・プフェファーコルン（Johannes (Josef) Pfefferkorn , 1469年–1521年)は、ドイツのカトリック教会神学者、ユダヤ教からキリスト教への改宗者。ユダヤ教への攻撃を行い、タルムードの焚書も行った。ユマニストのヨハネス・ロイヒリンとの論争でも知られる。プフェフェルコルンとも表記される。

## 生い立ち
ニュルンベルクのユダヤ人（ユダヤ教徒）家庭に生まれ、後にケルンに移った。夜盗罪で投獄され、1504年に出獄した。
1505年に家族とともにカトリック教会で洗礼を受けて回心（改宗)した。ケルンのドミニコ会修道院長Jacob van Hoogstraatenの助手となり、ユダヤ教はキリスト教にとって有害であると論じるパンフレットをドミニコ会後援で多数出版した。

## ユダヤ人への改宗運動とユダヤ書籍の没収運動
1508年の『ユダヤ人の鑑 (Der Judenspiegel)』でプフェファーコルンは、ユダヤ人は高利貸しの習慣を止めるべきで、キリスト教の説教に出席すべきだと主張した。さらに、プフェファーコルンは、ユダヤ人の偏屈さの原因はタルムードにあると告発し、タルムードの廃棄を主張した。
他方でプフェファーコルンはユダヤ人への迫害を、ユダヤ人を改宗させる障害であると非難しており、パンフレットWarnungsspiegelでは、ユダヤ人がキリスト教徒の子供を殺害しているとする血の中傷からユダヤ人を擁護した。また、同パンフレットでプフェファーコルンは、自分はユダヤ人の友人であると明言しており、ユダヤ人にキリスト教を紹介するのはそれがユダヤ人にとって幸福であるからだと論じた。また、キリスト教世界を説得するにあたって、ユダヤ人は儀式のためにキリスト教徒の血を必要としていないと力説するとともに、ユダヤ人からのタルムード没収を提唱した。
プフェファーコルンによれば、ユダヤ人の改宗を妨げているものは第一に高利貸しの風習、第二にキリスト教教会の説教への出席が強制されていないこと、第三にユダヤ人のタルムードへの尊敬にある。
しかし、こうしたパンフレット以外の Wie die blinden Jüden ihr Ostern halten (1508)、Judenbeicht (1508)、Judenfeind (1509)などでは、ユダヤ人を毒々しく攻撃した。これらのパンフレットでは、他のパンフレットと矛盾したことを主張しており、あらゆるユダヤ人はキリスト教徒の殺害を善行とみなしていて、したがって、あらゆるキリスト教徒の地からユダヤ人を追放することは全キリスト教徒の義務であると主張し、またユダヤ人から聖書以外の書物を取り上げることを統治者に請求するのは人々の義務であるとも主張した。また、ユダヤ人の子供は親から切り離してキリスト教徒としての教育を受けさせるべきだとも主張した。また、プフェファーコルンはユダヤ教徒を取り除く唯一の方法は、彼等を追放するか隷属させるかのどちらかであり、最初に行うべき政策は、タルムードのすべての複写を没収して焼くことだとした
プフェファーコルンは何人かのユダヤ教から改宗したドミニコ会修道士とともに、神聖ローマ皇帝マクシミリアン1世の妹クニグンデ・フォン・エスターライヒにユダヤ教の書物の焚書を提案し、その結果、すでにシュタイアーマルク、ケルンテン公国、カルニオラでユダヤ人を追放していたマクシミリアン1世皇帝は、1509年8月19日にユダヤ人に対して全ての反キリスト教的な書物をプフェファーコルンに差し出すことを命じ、ヘブライ語聖書（旧約聖書)以外のヘブライ語書籍の破棄も命じた。
プフェファーコルンによるヘブライ語書籍の没収は、フランクフルト・アム・マイン、マクデブルク、ヴォルムス、マインツ、ロルヒ・アム・ライン、ラーンシュタイン、ドゥーツなどで行われた。

## タルムード調査委員会
ユダヤ人たちは、マインツ大主教ウリエル・フォン・ゲンミンゲン（Uriel von Gemmingen）に助けを求め、大主教を通じて皇帝にプフェファーコルンによる告発を調査するタルムード調査委員会を設立するよう求めた。
1509年11月10日の皇帝勅令は、ゲンミンゲン大主教にタルムード調査委員会を設立する権限を与え、マインツ、ケルン、エアフルト、ハイデルベルクの各大学、及びケルンの異端審問官ヤコブ・ヴァン・フーグストラーテン（Jacob van Hoogstraaten）、元ユダヤ教ラビからキリスト教へ改宗したヴィクトル・フォン・カルベン（Victor von Carben）司祭、ヘブライ語学者ヨハネス・ロイヒリンからの意見を確実にするよう命じた
プフェファーコルンは自分の行動を正当化するため、また皇帝の良い意向を取り付けるためにIn Lob und Eer dem allerdurchleuchtigsten grossmechtigsten Fürsten und Herrn Maximilian (1510)を書いた。また1510年4月にプフェファーコルンはフランクフルトでマインツの有権者とHermann Ortlieb教授と再び没収を行った。
異端審問官フーグストラーテン及びマインツ大学、ケルン大学は1510年10月にユダヤ書籍没収を決定した。
一方、ヘブライ語学者ヨハネス・ロイヒリンは明らかにキリスト教を侮辱しているNizachonやToldoth Jeschuなどの書籍のみを廃棄すべきだと主張した。ロイヒリンはユダヤ人を擁護して、1510年5月23日に皇帝は昨年の焚書勅令を停止し、6月6日にユダヤ人に書籍が返還されたと記録している。

## ロイヒリンとの論争
1511年からタルムードやカバラーを擁護したロイヒリンとプフェファーコルンは論争を始めた。
論争は国際的なものとなり、エラスムスたち人文主義者はロイヒリンを支持し、パリ大学神学部はプフェファーコルンを支持した。論争は、ドミニコ会とユマニスト（人文主義）との論争ともなった。
ただし、両者とも反ユダヤ的であるという点では同じであり、ロイヒリンはプフェファーコルンに対して「彼は先祖たるユダヤ人の精神のあり方をそのままに、嬉々として不敬の復讐に打ってでた」と非難しており、また論争以前の1505年の『回状』でユダヤ人は日々、イエスの御身において神を侮辱し冒涜している、イエスを罪人、魔術師、首吊り人と呼んで憚らず、キリスト教徒を愚かな異教徒と見下していると説教している。
また、ロイヒリン支持者でカトリック教会を激しく批判した人文主義者のフッテンもプフェファーコルンがドイツ人でなかったことは不幸中の幸いで、「プフェファーコルンの両親はユダヤ人だった。彼自身、どんなにその恥辱の肉体をキリストの洗礼水に浸そうと、依然としてユダヤ人であることに変わりはない」と批判した。
デジデリウス・エラスムスも「プフェファーコルンは真のユダヤ人であり、まさにその種にふさわしい姿を公然とさらしている。彼の先祖たちは、たった一人のキリストを相手に猛り狂った。プフェファーコルンがその同宗者のために行うことのできる最良の貢献は、みずからキリスト教徒になったと偽善的に言い張ることによって、キリストの神性を裏切ってみせることなのだ」と批判した。エラスムスは改宗ユダヤ人であったともいう。
プフェファーコルンはロイヒリンをHandspiegel (Mainz, 1511)で甚だしく攻撃した。ロイヒリンは皇帝に不平を伝え、プフェファーコルンが出版したBrandspiegelに対してAugenspiegelで反論した。1513年6月、皇帝によって論争は停止された。
しかしプフェファーコルンは1514年にもSturmglockでユダヤ人とロイヒリンを批判した
ロイヒリンとの論争では、プフェファーコルンはロイヒリンに傾倒する若いユマニストが書いたEpistolæ obscurorum virorumで批判されたため、プフェファーコルンは反論した。
1520年、ローマ教皇レオ10世はロイヒリンのAugenspiegelを理由に有罪（異端）とし、プフェファーコルンはEin mitleidliche Klag (Cologne, 1521)で勝利を宣言した。

## 著作
- Der Judenspiegel (Speculum Adhortationis Judaicæ ad Christum), Nuremberg, 1508年
- Der Warnungsspiegel (The Mirror of Warning), 年代不明
- Die Judenbeicht (Libellus de Judaica Confessione sive Sabbate Afflictionis cum Figuris), Cologne, 1508
- Das Osterbuch (Narratio de Ratione Pascha Celebrandi Inter Judæos Recepta), Cologne and Augsburg, 1509
- Der Judenfeind (Hostis Judæorum), ib. 1509
- In Lib und Ehren dem Kaiser Maximilian (In Laudem et Honorem Illustrissimi Imperatoris Maximiliani), Cologne, 1510
- Handspiegel (Mayence, 1511)
- Der Brandspiegel (Cologne, 1513)
- Die Sturmglocke (ib. 1514)
- Streitbüchlein Wider Reuchlin und Seine Jünger (Defensio Contra Famosas et Criminales Obscurorum Virorum Epistolas (Cologne, 1516)
- Eine Mitleidige Clag Gegen den Ungläubigen Reuchlin (1521)